# Schleuse Düthe
Die Schleuse Düthe ist eine Schleuse am Dortmund-Ems-Kanal (DEK). Sie liegt in Düthe, einem Ortsteil von Fresenburg im Landkreis Emsland.

## Beschreibung
Die Schleuse Düthe (DEK-km 195,1) wird vom Wasserstraßen- und Schifffahrtsamt Ems-Nordsee betrieben. Sie hat eine mittlere Fallhöhe von 2,2 m und wird täglich, außer an Feiertagen, von 6 bis 22 Uhr von der Leitzentrale Meppen bedient und überwacht.
Alte Schleuse
Die erste Schleusenkammer wurde 1896 in Böschungsbauweise errichtet und mit der Fertigstellung des Dortmund-Ems-Kanals 1899 in Betrieb genommen. Sie ist 165 m lang, 10 m breit und wird mit zwei Stemmtoren verschlossen.
Neue Schleuse
Parallel zur alten Schleuse wurde 1957 eine weitere und breitere Schleusenkammer aus Spundwänden errichtet. Sie ist 165 m lang und 12 m breit.
Im Zeitraum von 2011 bis 2012 wurde die Anlage von Grund auf saniert und auf den neuesten Stand der Technik gebracht. Die Schleusenkammer erhielt neue Schiebetore und sie wurde zur Fernbedienung und -überwachung von der Leitzentrale Meppen eingerichtet. Da nicht alle Arbeiten während des laufenden Betriebes durchgeführt werden konnten, musste die neue Schleuse zeitweise gesperrt und die Schifffahrt über die alte Schleuse umgeleitet werden.
Theoretisch würde die neue Schleuse die Passage von Binnenschiffen der Klasse Vb erlauben, einige benachbarte Schleusen im Nordabschnitt des Dortmund-Ems-Kanals können zurzeit aber nur Fahrzeuge bis zur Klasse IV (Europaschiff) aufnehmen.